# 한중왕
한중왕(漢中王)은 한중 지역에 봉해진 제후왕의 칭호다.

## 현한
- 한중왕 유가 (23 ~ 26년)

## 후한
- 한중왕 유비 (219 ~ 221년, 자칭)